# Eurex

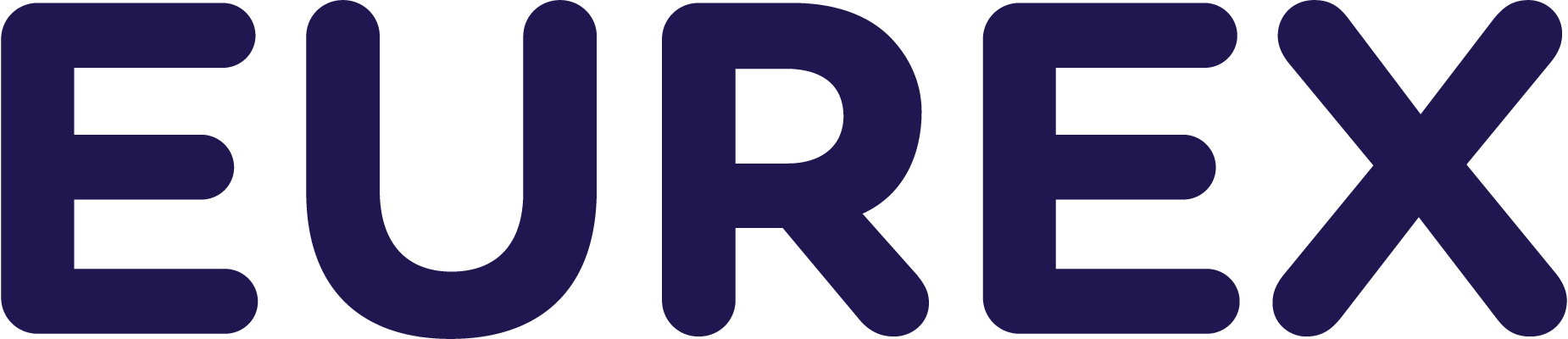
Logo de Eurex

Eurex es una de las principales cámaras de liquidación de derivados financieros futuros, así como el mayor mercado europeo de derivados financieros. Su sede está en Frankfurt (Alemania).
Su plataforma electrónica ofrece una amplia gama de productos, incluidos los mercados de renta fija.
Eurex fue establecido en 1998 mediante la fusión de Deutsche Terminbörse (DTB, una compañía alemana de intercambios de derivados financieros) y Swiss Options and Financial Futures (SOFFEX).
Eurex es considerado uno de los «tres grandes» mercados de derivados, junto con NYSE (Bolsa de Nueva York) y el Chicago Mercantile Exchange (CME).